# Arnold Bögli
Arnold Bögli (* 30. Mai 1897 in La Chaux-de-Fonds; † unbekannt) war ein Schweizer Ringer und Schwinger. Er gewann bei den Olympischen Spielen 1928 in Amsterdam eine Silbermedaille im Freistilringen im Halbschwergewicht.

## Werdegang
Arnold Bögli aus Bern betätigte sich seit seiner Jugend im Schweizer Nationalsport Schwingen. Ihm gelangen in dieser Sportart einige gute Ergebnisse. So wurde er 1922 in Herzogenbuchsee und 1925 in Bern Sieger beim Bernischen Kantonal-Schwingfest. 1925 belegte er beim Schwinget der Schweizerischen Landwirtschaftlichen Ausstellung in Bern den 3. Platz und kam 1926 beim Eidgenössischen Schwing- und Älplerfest in Luzern ebenfalls auf den 3. Platz. Den Titel eines Schwingerkönigs konnte er aber nie erringen.
Da das Schwingen mit dem Freistilringen sehr viel gemein hat, startete er auch bei Meisterschaften im Freistilringen. 1928 stand er in der Schweizer Mannschaft, die bei den Olympischen Spielen in Amsterdam an den Start ging. Er startete dort im Halbschwergewicht und besiegte Heywood Edwards aus den Vereinigten Staaten und Henri Lefebvre aus Frankreich. Im Final unterlag er gegen Thure Sjöstedt aus Schweden und gewann damit die Silbermedaille. Weitere Resultate aus seiner Ringerkarriere sind nicht bekannt.